# Pavel Sukhov
Pavel Vladislavovich Sukhov (em russo: Па́вел Владисла́вович Су́хов; Samara, 7 de maio de 1988) é um esgrimista russo de espada, que conquistou três medalhas de bronze em campeonatos mundiais, além de dois ouros e um bronze em campeonatos europeus.
Após começar na esgrima em 2005, ele disputou os Jogos Olímpicos de Verão de 2012 e 2016 em Londres e Rio de Janeiro, respectivamente. Sukhov possui três medalhas de bronze em campeonatos mundiais, três medalhas em campeonatos europeus (dois ouro e um bronze) e três medalhas em Copas do Mundo de Esgrima (dois ouro e uma prata).

## Carreira
Pavel Sukhov começou na esgrima em 2005, aos nove anos de idade. No entanto, ele originalmente jogou tênis, mas começou a jogar esgrima quando seu treinador mudou-se para o exterior. Estreou internacional pela equipe da Rússia na etapa de Doha da Copa do Mundo de Esgrima de 2008.

### Jogos Olímpicos
Nos Jogos Olímpicos, Sukhov disputou duas edições. Em Londres, nos Jogos Olímpicos de Verão de 2012, ele participou apenas do evento individual sendo eliminada na primeira fase pelo sul-coreano Jung Jin-sun por  por 15–11, posteriormente seu oponente conquistaria a medalha de bronze daquele evento.
Quatro anos depois, nos Jogos Olímpicos de Verão de 2016 realizados no Rio de Janeiro, Sukhov disputou tanto o evento individual quanto por equipes. No individual, classificou-se diretamente para a segunda rodada quando foi derrotado por outro sul-coreano, desta vez por Park Sang-young. Por sua vez, no evento por equipes, a Rússia foi eliminada logo na primeira fase pela Ucrânia.

### Campeonato Mundial
A primeira conquista de Sukhov em campeonatos mundiais aconteceu em 2013. Na ocasião, no mundial realizado em Budapeste, ele foi derrotado nas semifinais pelo estono Nikolai Novosjolov, conquistando a medalha de bronze. Quatro anos depois, no mundial de Lípsia, retornou a conquistar o bronze, derrotando a Coreia do Sul pelo evento por equipes. No mundial seguinte, a Rússia superou a França na disputa pelo bronze.

## Conquistas
- Campeonatos mundiais:
  -  Florete individual: 2013
  -  Florete por equipes: 2017
  -  Florete por equipes: 2018
- Campeonatos europeus:
  -  Florete por equipes: 2017
  -  Florete por equipes: 2018
  -  Florete por equipes: 2014